# Flughafen Dresden

i7
i11
i13
Der Flughafen Dresden (IATA-Code: DRS, ICAO-Code: EDDC), seit 2008 Dresden International, ist ein internationaler Verkehrsflughafen. Er liegt im Stadtteil Klotzsche im Norden der Stadt Dresden, etwa 110 Höhenmeter über dem Elbtalkessel. Seine Landebahn verläuft in Richtung Nord-Nord-Ost parallel zur Autobahn 4. Mit 0,93 Millionen Passagieren lag der Flughafen im Jahr 2023 von 36 Verkehrsflughäfen an 17. Stelle in Deutschland.
Im Jahr 2018 verzeichnete der Flughafen noch 1,79 Millionen Passagiere, 2019 erfolgte ein Rückgang um 9,3 Prozent auf 1,59 Millionen Passagiere, hauptsächlich bedingt durch die Insolvenz der Fluglinie Germania im Februar 2019, die einst ein breites Angebot in Dresden anbot. Dennoch lag er in Deutschland weiterhin auf Platz 14. Nachdem während der COVID-19-Pandemie die Passagierzahlen unter 400.000 pro Jahr fielen, erholten sie sich 2022 auf 838.387 Passagiere und im Folgejahr wurden mit einem Zuwachs von 10,9 Prozent dann 929.928 Passagiere abgefertigt.

## Geschichte

### Historische Einordnung

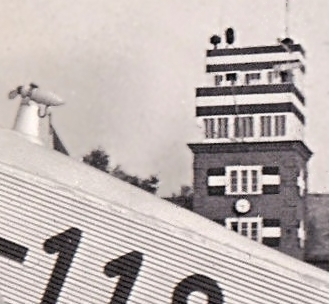
Alter Flughafen Dresden auf dem Heller

Obwohl es Deutschland durch den Vertrag von Versailles von 1919 verboten war, eine Luftstreitmacht zu unterhalten, wurden schon zur Zeit der Weimarer Republik unter Geheimhaltung deutsche Militärpiloten ausgebildet. Zunächst wurden die Flugschüler in leichten Schulflugzeugen bei den zivilen Ausbildungsstätten in Deutschland geschult. 1924 wurde in der Nähe der russischen Stadt Lipezk ein geheimer Ausbildungsfliegerhorst eingerichtet und bis 1933 betrieben. Dort wurden jährlich etwa 240 deutsche Flugzeugführer ausgebildet und auch neue, in Deutschland entwickelte Flugzeugkonstruktionen erprobt. Am 26. Februar 1935 befahl Adolf Hitler Luftfahrtminister Hermann Göring trotz des bestehenden Verbots eine Luftstreitkraft für das nationalsozialistische Deutschland aufzubauen.
Der Dresdner Zivilflughafen befand sich von 1913 bis 1926 in Kaditz und ab 1926 auf dem Heller, letzterer mit einem Abfertigungsgebäude in der Nähe des heutigen S-Bahn-Haltepunktes „Industriegelände“. Er genügte den Ansprüchen des wachsenden Luftverkehrs nicht mehr und war nicht ausbaufähig. Störend waren vor allem zwei große Schornsteine in unmittelbarer Nähe.

### 1935–1945
So entstand 1935 in Klotzsche ein neuer Flughafen mit einem zivilen Bereich am Südende des Flugfeldes und einem militärischen Bereich am nördlichen Ende mit der Luftkriegsschule Klotzsche.

#### Militärflugplatz
Zwischen den damals noch nicht nach Dresden eingemeindeten Gemarkungen Klotzsche und Weixdorf sowie der Königsbrücker Straße (heute: Königsbrücker Landstraße) wurden der Fliegerhorst 38/III Dresden-Klotzsche und die Dresdner Luftkriegsschule Klotzsche errichtet. Sie war eine der vier großen Offiziersschulen der Luftwaffe, die bis zum Jahre 1937 fertiggestellt waren. Während des Krieges wurde hier mit der Ju 52 auch Blindflug gelehrt und geübt. Die folgende Tabelle zeigt eine Auflistung ausgesuchter fliegender aktiver Einheiten (ohne Schul- und Ergänzungsverbände) der Luftwaffe, die hier zwischen 1934 und 1945 stationiert waren.
| Von           | Bis        | Einheit                                                                    | Ausrüstung           |
| ------------- | ---------- | -------------------------------------------------------------------------- | -------------------- |
| Dezember 1941 | April 1942 | 4.(F)/Aufkl.Gr. 121 (4. Staffel der Aufklärungsgruppe 121)                 |                      |
| Februar 1945  | April 1945 | Stab, II., III./SG 4 (Stab, II. und III. Gruppe des Schlachtgeschwaders 4) | Focke-Wulf Fw 190F/G |
| März 1945     | März 1945  | III./TG 2 (III. Gruppe des Transportgeschwaders 2)                         | Junkers Ju 52/3m     |
| März 1945     | April 1945 | I./KG 4 (I. Gruppe des Kampfgeschwaders 4)                                 | Heinkel He 111H      |
| April 1945    | April 1945 | 14./KG 55 (14. Staffel des Kampfgeschwaders 55)                            | Junkers Ju 88C       |

Die Gebäude der Luftkriegsschule sind ein architektonisches Relikt aus der NS-Zeit. Architekten waren die Professoren Ernst Sagebiel, Johannes Krüger und Walter Krüger. Aufgrund jahrelanger Nutzung durch den Flughafen Dresden, die NVA und verschiedene Betriebe sind die Anlagen in einem relativ gut erhaltenen Zustand.
Der Bahnkörper der heutigen S-Bahnlinie zum Flughafen wurde 1936/37 vom Bahnhof Klotzsche aus bis in den damaligen Fliegerhorst gebaut.
Die Luftkriegsschule wurde durch die Luftangriffe auf Dresden kaum beschädigt und diente in den folgenden Tagen als Auffang- und Hilfsstelle zur Betreuung ausgebombter Dresdner. Am letzten Tag des Zweiten Weltkrieges besetzten sowjetische Truppen den Fliegerhorst und die Luftkriegsschule. Sie nutzten in der Folgezeit die Klotzscher Anlagen für die fliegerische Ausbildung und weitere militärische Vorhaben.

#### Zivilflughafen

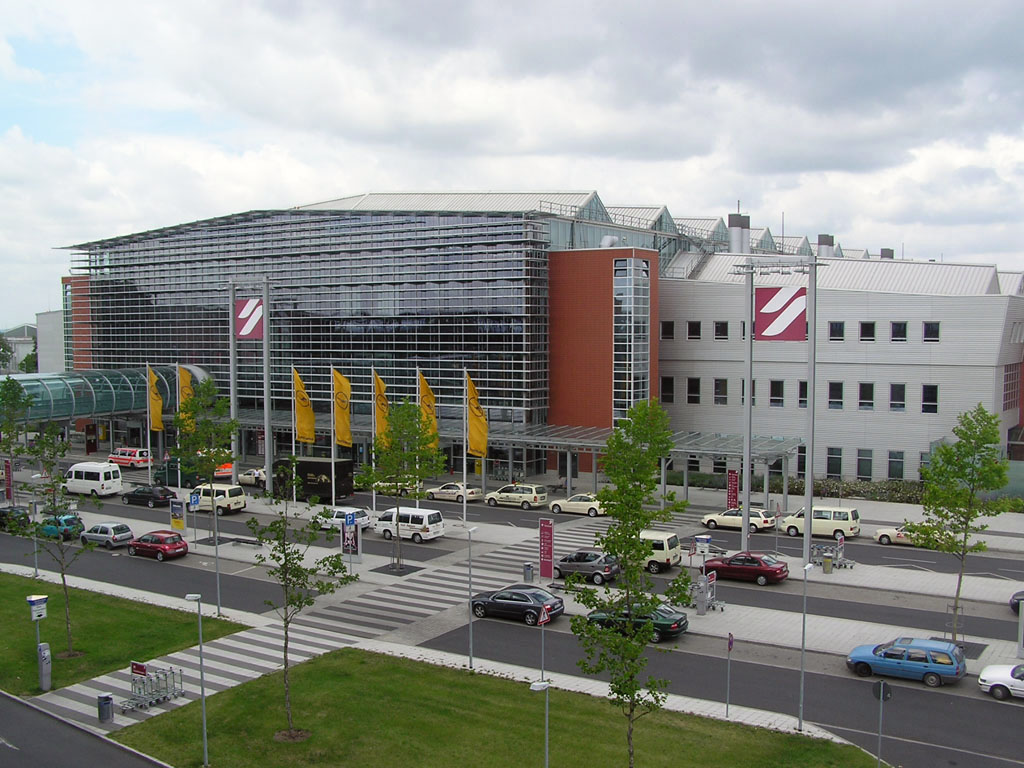
Terminal des Flughafens Dresden

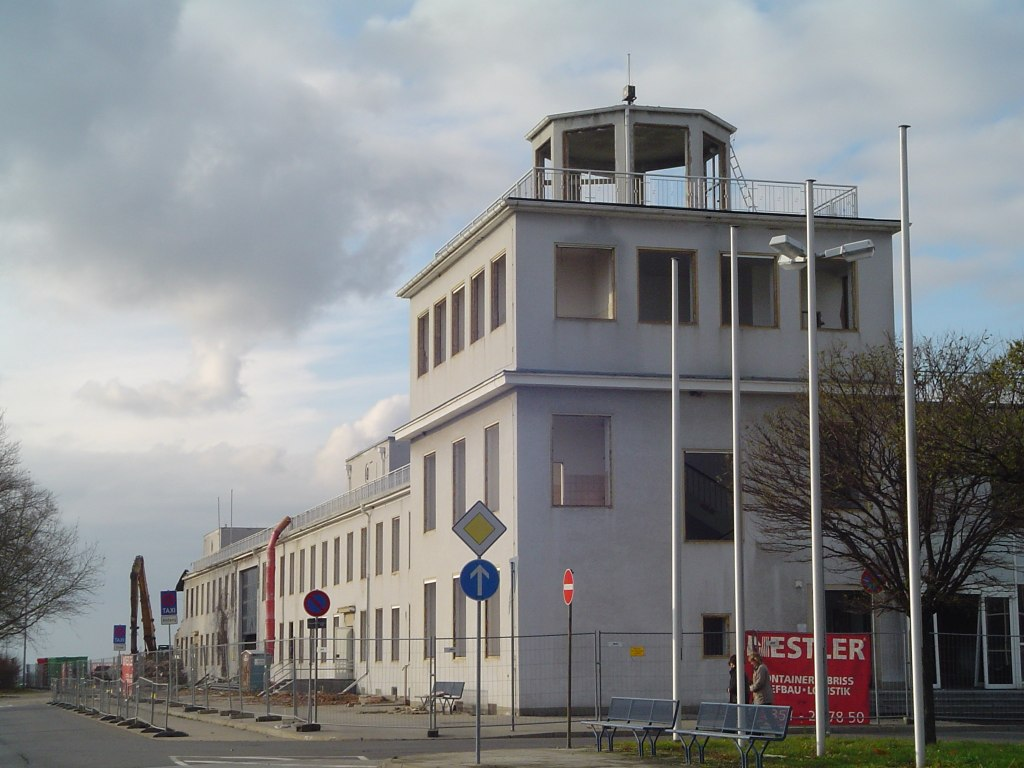
„Hansahaus“, 2003

Am 11. Juli 1935 startete das erste Verkehrsflugzeug vom neuen Flughafen, gleichzeitig wurde der alte Flughafen auf dem Heller geschlossen. Architektonisches Wahrzeichen der neuen Flughafenanlage wurde das am Südostende des Flugfeldes gelegene, für damalige Verhältnisse moderne Abfertigungs- und Verwaltungsgebäude des Architekten Kurt Otto, nach der Deutschen Lufthansa AG bezeichnete „Hansahaus“. Der Gebäudekomplex galt als eines der herausragenden Gebäude der 1930er Jahre in Dresden.
Der Luftverkehr entwickelte sich erfreulich: Wichtigste Fluglinie war jene von Berlin über Dresden nach Prag und Wien, die von der Lufthansa sowie österreichischen und tschechoslowakischen Gesellschaften gemeinsam bedient wurde. Flugverbindungen bestanden weiterhin nach Breslau, Köln, Halle/Leipzig, Hannover, Hamburg und weiteren Städten. Verkehrsflugzeuge flogen Dresden bis Frühjahr 1940 an. Danach wurde der zivile Luftverkehr infolge des Zweiten Weltkriegs eingestellt.

### 1945 bis 1990
Klotzsche wurde 1950 nach Dresden eingemeindet. Nachdem zu Lasten Weixdorfs die Landebahn beträchtlich nach Norden verlängert und das Flughafengelände und damit auch das Dresdner Stadtgebiet erweitert worden war, wurde der zivile Flugbetrieb im Jahre 1955 wieder aufgenommen. Am 16. Juni 1957 landete die erste planmäßige Maschine der Deutschen Lufthansa der DDR in Dresden-Klotzsche. Am 2. Februar 1958 eröffnete eine sowjetische Tu-104 in Dresden das Zeitalter der Verkehrsflugzeuge mit Strahlantrieb auf DDR-Flughäfen. Eine Chartermaschine der ungarischen Malev beförderte am 22. Mai 1959 erstmals Touristen nach Budapest. Eine Kuriosität prägte den Tagesablauf in der Zeit zwischen 1955 und 1960: Da am Flughafen keine ausreichenden Möglichkeiten für die Passagierabfertigung vorhanden waren, fand diese kurzerhand in der Nähe des Dresdner Hauptbahnhofs statt. Die abgefertigten Passagiere fuhren von dort mit Bussen direkt zu den auf dem Rollfeld wartenden Maschinen.
Die auf dem ehemaligen Militärgelände des Flughafens errichteten Flugzeugwerke wurden bekannt durch die Konstruktion und den Bau der vierstrahligen Verkehrsmaschine 152, deren erster Prototyp am 4. März 1959 bei seinem zweiten Testflug abstürzte.
Ab 1960 übernahm die Deutsche Lufthansa der DDR und spätere Interflug den zivilen Teil des Flughafens; sie führte den Inlandluftverkehr weiter und fertigte die Passagiere wieder am Flughafen ab. Am 3. Mai 1967 ging deren erste internationale Fluglinie in Betrieb.

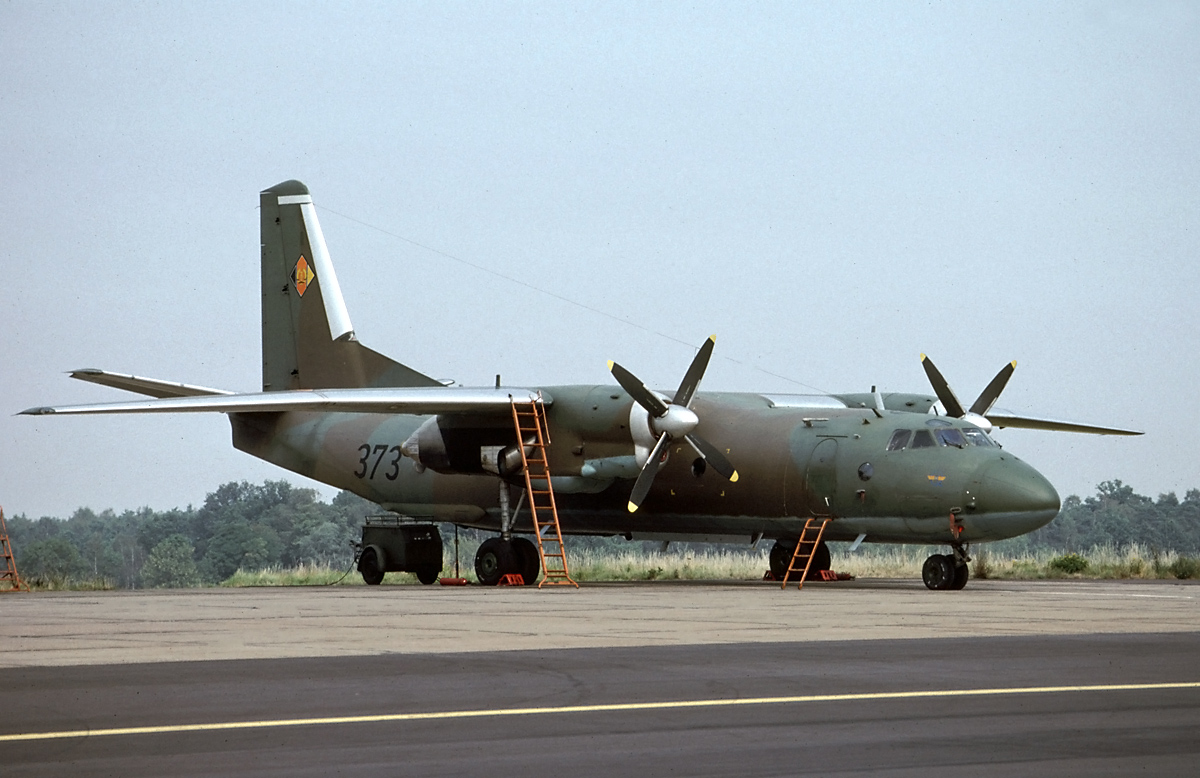
An-26 der TS-24 in Dresden, 1990

1962 übernahm die Nationale Volksarmee einen Teil des Flughafens. Aus den Flugzeugwerken wurde die Flugzeugwerft Dresden, die militärische Luftfahrzeuge instand setzte. Im Zeitraum 22. bis 25. Oktober 1963 wurde die spätere Transportfliegerstaffel 24 (TS-24) der Luftstreitkräfte der NVA aus Dessau nach Dresden-Klotzsche verlegt. Der militärische Flugzeugpark umfasste im Zeitraum bis 1982 Flugzeuge der Typen An-2 und Il-14P sowie Hubschrauber Mi-2. Im Jahre 1980 wurde die erste von 12 An-26 in Dienst gestellt.
Die Entwicklung am Militärflugplatz vollzog sich im Spannungsfeld der Interessen von Luftstreitkräften, Flugzeugwerft und zivilem Luftverkehr. Während letzterer im Inland an Bedeutung verlor und 1980 eingestellt wurde, wurde das internationale Angebot ausgebaut. Ende der 1970er Jahre bot der Flughafen Dresden u. a. Linienverbindungen nach Budapest, Moskau, Leningrad, Sofia, Varna, Burgas und Poprad. Die Verkehrsleistungen stiegen stetig – 1962 wurden etwa 54.000 Passagiere abgefertigt, 1985 waren es 390.000.
Ein Neubau der Start- und Landebahn sowie eine umfassende Rekonstruktion mit weitgehender Schließung des Flughafens erfolgte in den Jahren 1988 und 1989. Am 31. Oktober 1989 wurde der Linienverkehr am rekonstruierten Flughafen Dresden wieder aufgenommen. Infolge der politischen Umwälzungen richtete Interflug noch im Dezember eine erste Linie nach Hamburg ein. In den kommenden Monaten folgten Verbindungen in wichtige westdeutsche und westeuropäische Städte.

## Ausbau seit 1990

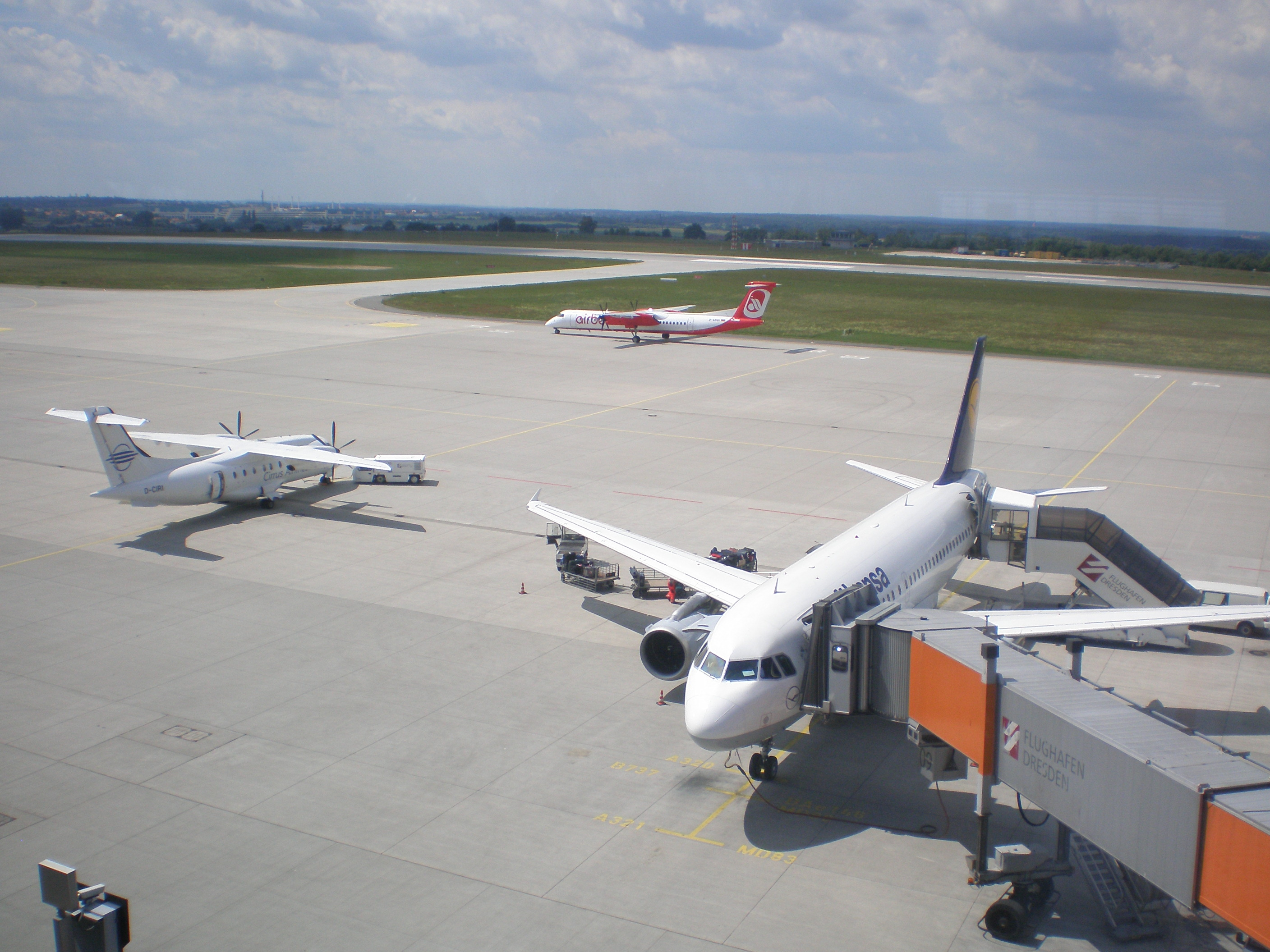
Vorfeld des Flughafens Dresden

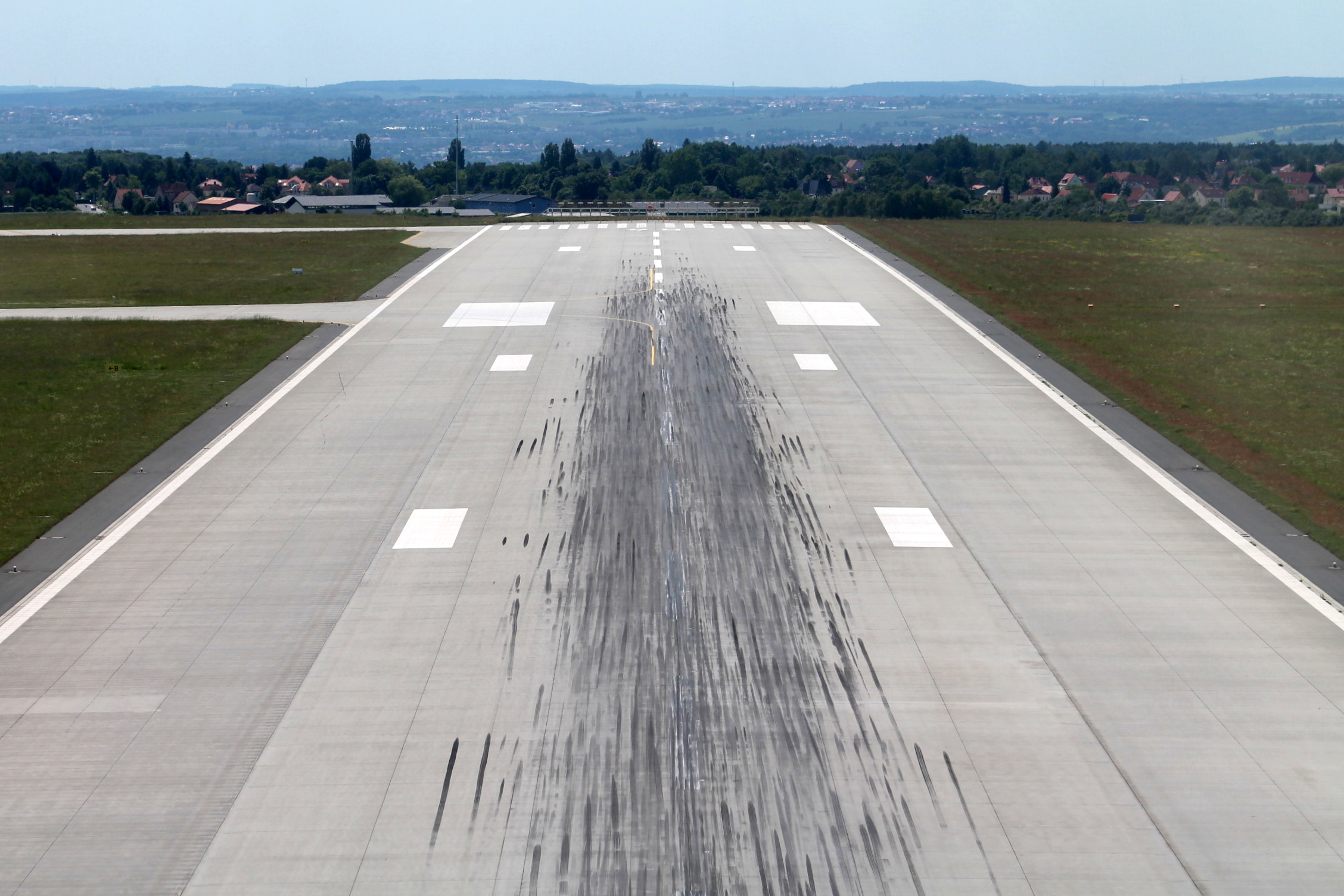
Start vom Dresdner Flughafen Richtung Süd-Südwest, im Hintergrund das Dresdner Elbtal

Nach der deutschen Wiedervereinigung ging der Flughafen an die neu gegründete Flughafen Dresden GmbH über, deren Gesellschafter heute die Mitteldeutsche Flughafen AG, der Freistaat Sachsen, der Landkreis Meißen und der Landkreis Bautzen sind. Planungen und erste Arbeiten zur Modernisierung und Erweiterung des Flughafens begannen.
Die militärische Nutzung beschränkte sich von 1990 bis 1993 auf den Betrieb von Luftfahrzeugen der Transportfliegerstaffel 24 der ehemaligen NVA-Luftstreitkräfte, die durch die Luftwaffe der Bundeswehr übernommen worden waren. 1993 wurde der zwischenzeitlich Lufttransportgruppe Dresden-Klotzsche benannte Verband des Lufttransportgeschwaders 65 aufgelöst; die Flugzeuge wurden verkauft.
Nach der politischen Wende stieg die zivile Bedeutung des Flughafens sprunghaft: 1992 waren mehr als eine Million Fluggäste abgefertigt worden, 1995 schon 1,7 Millionen. Bereits 1992 wurde ein Erweiterungsbau neben dem „Hansahaus“ in Betrieb genommen. Seine Kapazität war allerdings begrenzt. 1995 ging ein Erweiterungsbau in Betrieb, der aus einer benachbarten Halle der Luftfahrtindustrie entstanden war. Parallel erfolgte eine umfassende Modernisierung aller Funktionsbereiche des Flughafens.
Bis zum Frühjahr 2001 entstand aus der Halle 219 des ehemaligen DDR-Unternehmens VEB Elektromat Dresden das neue Flughafen-Terminal. Zudem wurde eine Vielzahl ergänzender Arbeiten an der Infrastruktur des Flughafens fertiggestellt: ein Autobahnzubringer, erweiterte Flugbetriebsflächen, neue Technikhallen, ein Wetterradar sowie Umweltschutzanlagen. Für den Entwurf des Wetterradarturms vergab die Stadt Dresden 2001 den Erlweinpreis an das in Dresden ansässige Architektur- und Stadtplanungsbüro h.e.i.z.Haus.
Im Jahr 2011 wurden 1,92 Millionen Passagiere abgefertigt, die höchste Zahl in der Geschichte.
Nach Eröffnung des neuen Terminals wurden weitere Investitionen vorgenommen. So erhielt die Werkfeuerwehr Flughafen Dresden eine neue Halle mit Einsatzräumen und Platz für die gesamte Technik inklusive Fuhrpark. Für Speditionsunternehmen entstand ein Logistik-Zentrum mit Lager- und Büroräumen, das inzwischen drei Hallen umfasst. Eine vierte Halle ist in Planung. Ab Juli 2006 begann der Neubau der Start- und Landebahn bei laufendem Betrieb parallel zur alten Bahn. Die für eine Lebensdauer von drei Jahrzehnten konzipierte Start- und Landebahn wurde am 6. September 2007 übergeben. Im Anschluss fand der Abbruch der alten Bahn statt. Mit der neuen Piste können nun auch Flugzeuge mit höheren Nutzlasten von Dresden aus starten; Limitierungen bezüglich einer zu kurzen Startlaufstrecke fallen weg. Insgesamt wurden zwischen 1990 und 2007 etwa 500 Millionen Euro in den Ausbau des Flughafens investiert.
Der architekturhistorisch wertvolle Flughafengebäudekomplex „Hansahaus“ von 1935 wurde 2010 abgerissen. An dessen Stelle wurde im Dezember 2011 eine Flugbetriebsfläche eröffnet, welche auch einer zweiten Halle für die Unterbringung von Luftfahrzeugen Platz bietet.
Im Jahr 2019 gab es ca. 169 Starts pro Woche zu 17 Zielen. 2020 und 2021 wurde der Flughafenbetrieb aufgrund der Corona-Pandemie stark beeinträchtigt, im April 2020 wurden z. B. nur 25 Passagiere gezählt. Im Jahr 2020 wurden nur 385.651 Passagiere gezählt, im nächsten Jahr sank die Zahl auf 331.384 Passagiere. Im Juli 2021 wurden nur 70 wöchentliche Flüge anstatt sonst 270 gezählt. Für den Sommer 2022 wurden laut Flugplan 143 Starts pro Woche erwartet.
Im Jahr 2023 erfolgten 5872 Starts, es wurden ca. 930.000 Passagiere gezählt.
Mit Stand Januar 2024 gibt es nach dem Verlust der Flüge nach Amsterdam und London nur noch eine direkte Linienflug-Auslandsverbindung: nach Zürich.
Im Sommerflugplan 2024 wurden 22 Ziele in 12 Ländern angeflogen werden, z. B. Antalya, Burgas, Hurghada, Kos, Kreta, Mallorca, Monastir, Rhodos, Varna.
Perspektivisch soll der Flughafen zur Verbesserung der Wirtschaftlichkeit des bundeseigenen Flugsicherungsunternehmens DFS GmbH nicht mehr von einem lokalen Tower gesteuert werden. Stattdessen ist geplant, dass ab Ende 2025 die Überwachung von Lotsen des Flughafens Leipzig/Halle per Remote-Tower-Control-System erfolgen soll.

## Lage und Verkehrsanbindung

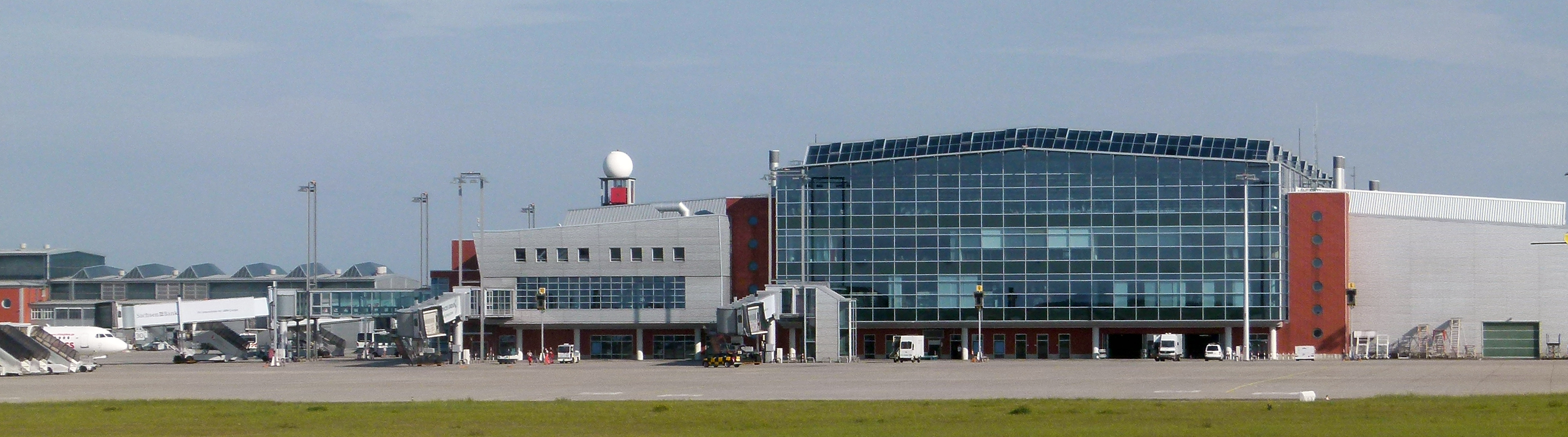
Flughafen Dresden, 2012

Der Flughafen Dresden liegt 9 Kilometer nördlich des Stadtzentrums auf einer Höhe von 230 Metern über dem Meeresspiegel. Das Flughafengelände erstreckt sich auf 280 Hektar.
Mit dem Auto erreicht man den Flughafen über die Bundesautobahnen A4 (Ausfahrt Dresden-Flughafen) und A13 sowie über die Bundesstraße B97. Am Flughafen stehen derzeit ca. 3000 Parkplätze zur Verfügung.
Per Bus ist der Flughafen mit den Buslinien 77 und 80 der Dresdner Verkehrsbetriebe erreichbar.
Per Bahn ist der Flughafen an die S-Bahn Dresden durch den 2001 in Betrieb genommenen Tiefbahnhof Dresden-Flughafen angebunden, der einen direkten Zugang zum Terminal bietet. Die S-Bahn-Linie S2 verkehrt im 30-Minuten-Takt und führt über die Bahnhöfe Dresden-Klotzsche und Dresden-Neustadt in 21 Minuten bis zum Dresdner Hauptbahnhof und über Heidenau nach Pirna.
Zum Einzugsgebiet des Flughafens gehören neben westpolnischen auch nordtschechische Gebiete. Per Eisenbahn betragen die Fahrtzeiten nach Ústí nad Labem, Děčín und Liberec unter zwei Stunden; per PKW wird er seit Fertigstellung der Bundesautobahn 17/Dálnice 8 im Dezember 2006 von den Städten Aussig (Ústí nad Labem) und Teplitz (Teplice) in etwa einer Stunde erreicht.

## Kapazität und Sicherheit
Der Flughafen verfügt über eine Abfertigungskapazität von 3,5 Millionen Passagieren pro Jahr und 1500 Passagieren pro Stunde. Optional kann der Westflügel des Terminals ausgebaut werden, was bedeuten würde, dass der Flughafen dann 4,5 Millionen Passagiere pro Jahr abfertigen könnte.
Es gibt 28 Abstellpositionen für Luftfahrzeuge; 5 Abstellpositionen sind mit Fluggastbrücken ausgestattet. Es gibt insgesamt 12 Gates mit einem Andocksystem, darunter die Positionen mit Fluggastbrücken. Der Flughafen ist konzipiert für Luftfahrzeuge bis zu 80 m Spannweite (ICAO Luftfahrzeugkategorie F). Das heißt, dass z. B. die Flugzeuge Airbus A380 und Antonow An-124 landen, starten und abgefertigt werden können. Auch wenn auf absehbare Zeit nicht mit planmäßigen Flügen von/nach Dresden im A380 im öffentlichen Passagierbetrieb zu rechnen ist, so ist die Fähigkeit, den A380 abzufertigen, für die wirtschaftliche Lage des Flughafens und der Region wichtig, da die Elbe Flugzeugwerke (siehe unten) diverse Aus- und Umbaumaßnahmen an Flugzeugen auch dieser Bauserie vornehmen.
Der Flugplatz weist gemäß Daten der Flughafenkoordination Deutschland eine Plankapazität von 18 Flugbewegungen pro Stunde (gemischter Betrieb Arrival/Departure) auf. Die Piste 22 besitzt ein Instrumentenlandesystem, hier sind Anflüge nach Allwetterflugbetriebsstufe IIIb möglich. Die Nebenanflugrichtung 04 besitzt ebenfalls ein Instrumentenlandesystem, allerdings sind hier nur Anflüge nach Allwetterflugbetriebsstufe I zugelassen.
Seit Oktober 2008 gelten Nachtflugbeschränkungen. Danach sind Flugbewegungen als planmäßige Starts und Landungen im gewerblichen Linien- und Charterverkehr bis 23:30 Uhr und wieder ab 5:30 Uhr zulässig. Verspätete Landungen und Starts sind bis 24:00 Uhr bzw. ab 5:00 Uhr zugelassen.

## Wirtschaftliche Bedeutung und Perspektive
Für den Ballungsraum Dresden stellt der Flughafen einen wichtigen Standort- und Wirtschaftsfaktor dar, der Direktverbindungen zu bedeutenden deutschen und europäischen Wirtschaftszentren bietet. Die Mitteldeutsche Flughafen AG beschäftigte 2011 in ihren Tochtergesellschaften Flughafen Dresden GmbH und PortGround GmbH 365 Mitarbeiter. Im Jahr 2011 waren im Umfeld des Flughafens 130 Firmen mit 3089 Beschäftigten angesiedelt. Zu den bedeutendsten Unternehmen gehören die Elbe Flugzeugwerke GmbH und die IMA Materialforschung und Anwendungstechnik GmbH sowie eine Reihe von Logistik- und Dienstleistungsunternehmen. Für die Elbe-Flugzeugwerke ist dabei zwar der Passagierbetrieb nicht erforderlich, jedoch muss zwingend eine geeignete Start- und Landebahn vorhanden sein, um die (um)gebauten Flugzeuge ein- und ausfliegen zu können. Der „Werksflugplatz“ von Airbus (Flughafen Hamburg-Finkenwerder) kommt jedoch auch ohne öffentliche Passagierflüge aus.
Branchen-Informationen zufolge schloss der Flughafen das Jahr 2012 mit einem Verlust von 9,25 Millionen Euro ab. Während operativ Gewinn erzielt werden konnte, sorgten Abschreibungen auf das Terminal und die Startbahn für insgesamt negative Zahlen. Im Geschäftsjahr 2013 lag das Ergebnis der gewöhnlichen Geschäftstätigkeit bei −8,89 Mio. EUR. 2014 verbesserte es sich leicht auf −7,83 Mio. EUR. Dieser Trend setzte sich fort und 2019 wies die Bilanz des Flughafens einen Umsatz von ca. 46,2 Millionen Euro und einen Fehlbetrag von 8,2 Millionen Euro aus. Pro Passagier gerechnet entstand 2019 so ein Fehlbetrag von rund 5,16 €.
Vor dem Hintergrund der anhaltend fehlenden Wirtschaftlichkeit und der Nähe zu den Flughäfen in Leipzig/Halle sowie Berlin werden die mittelfristigen Entwicklungschancen trotz der umfangreichen Investitionen der letzten Jahre als bescheiden eingeschätzt. Verschärft wird die Situation durch den Ausbau der Bahnverbindung nach Berlin und die seit den 2010er Jahren bestehende Autobahnanbindung nach Prag, wo sich mit dem dortigen Flughafen zunehmend eine starke Konkurrenz – besonders im Tourismusverkehr – etabliert. Perspektivisch ist mit dem geplanten Bau der Schnellfahrstrecke Dresden–Prag eine weitere Verschärfung der Konkurrenz zum Flughafen Prag zu erwarten.
Weiter sind ab 2024 laut EU-Regeln Betriebsbeihilfen für Regionalflughäfen verboten. Da der Betreiber des Flughafens Dresden weitestgehend im Besitz der öffentlichen Hand ist und somit alle bisherigen Investitionen sowie der jährliche Verlustausgleich aus Steuermitteln bezahlt wurden, ist die finanzielle Zukunft unklar.

## Flughafen-Gesellschafter
Mehrheitsgesellschafter des Flughafens ist mit 93,996 % die Mitteldeutsche Flughafen AG (MFAG), eine Management- und Finanz-Holding, welche auch am Flughafen Leipzig/Halle die Mehrheitsanteile besitzt. Aktionäre der Mitteldeutschen Flughafen AG sind ausschließlich Gebietskörperschaften: der Freistaat Sachsen mit 77,29 %, das Land Sachsen-Anhalt mit 18,54 %, die Stadt Dresden mit 1,87 %, die Stadt Leipzig mit 2,1 % und die Stadt Halle (Saale) mit 0,2 %. Die restlichen direkten Anteile am Flughafen Dresden besitzen der Freistaat Sachsen mit 4,84 %, der Landkreis Meißen mit 0,58 % und der Landkreis Bautzen mit 0,58 %.
Götz Ahmelmann ist seit Ende 2018 Vorstandsvorsitzender der Mitteldeutschen Flughafen AG und Vorsitzender der Geschäftsführung der Flughafen Dresden GmbH.

## Fluggesellschaften und Ziele
Der Flughafen wird vorwiegend als nationaler Zubringer für die größeren Flughäfen im Westen des Landes (Düsseldorf, Frankfurt, München) durch die Lufthansa und deren Tochtergesellschaften wie z. B. Eurowings genutzt. International hat der Flughafen eher eine geringere Bedeutung und wird hauptsächlich von Ferienfluggesellschaften mit Charterflügen genutzt.

## Verkehrszahlen

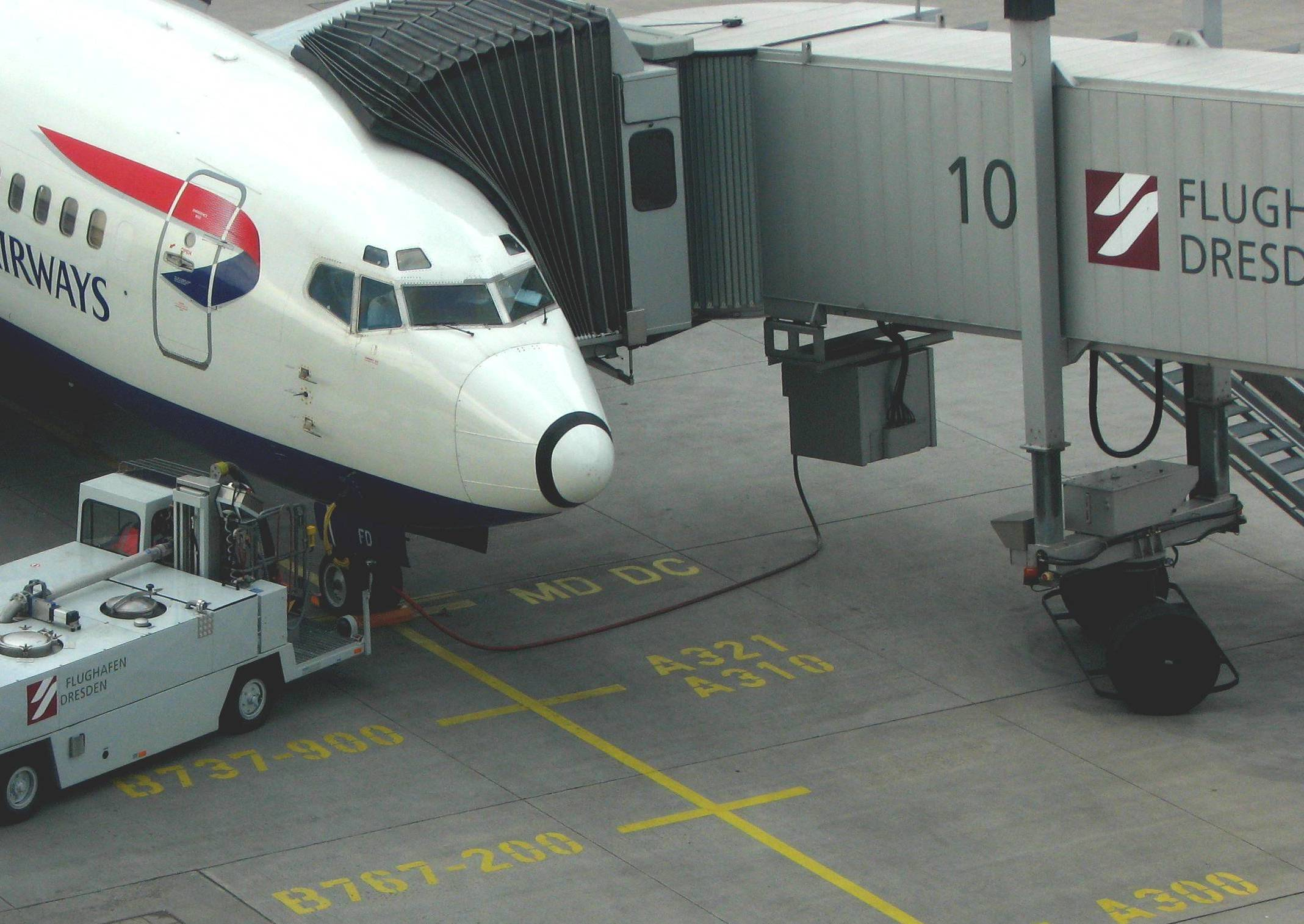
Abfertigung einer Boeing 737 von British Airways

| Betriebs- jahr | Fluggast- aufkommen | Luftfracht in Tonnen | Luftpost in Tonnen | Flugbe- wegungen |
| -------------- | ------------------- | -------------------- | ------------------ | ---------------- |
| 1975           | 138.720             | 319,6                |                    | 2962             |
| 1976           | 93.305              | 212,8                |                    | 1898             |
| 1977           | 151.461             | 258,4                |                    | 2684             |
| 1978           | 166.699             | 642,7                |                    | 2984             |
| 1979           | 236.077             | 280                  |                    | 4215             |
| 1980           | 229.200             | 225,4                |                    | 3959             |
| 1981           | 161.705             | 302,6                |                    | 3065             |
| 1982           | 236.026             | 292,9                |                    | 4088             |
| 1983           | 308.988             | 264,9                |                    | 4532             |
| 1984           | 315.588             | 563,8                |                    | 4754             |
| 1985           | 388.602             | 423,0                |                    | 5226             |
| 1986           | 332.420             | 188,3                |                    | 4505             |
| 1987           | 339.000             |                      |                    | 4702             |
| 1988           | 0                   |                      |                    | 0                |
| 1989           | 28.470              |                      |                    | 480              |
| 1990           | 203.541             | 209                  |                    | 9.015            |
| 1991           | 608.746             | 300                  | 2.435              | 25.330           |
| 1992           | 1.018.501           | 718                  | 4.765              | 37.430           |
| 1993           | 1.323.504           | 912                  | 5.604              | 45.156           |
| 1994           | 1.512.036           | 1.135                | 6.026              | 47.363           |
| 1995           | 1.701.342           | 1.300                | 6.079              | 49.581           |
| 1996           | 1.682.032           | 1.476                | 7.041              | 46.514           |
| 1997           | 1.676.221           | 1.367                | 6.166              | 43.271           |
| 1998           | 1.696.518           | 1.232                | 6.124              | 42.117           |
| 1999           | 1.755.804           | 1.220                | 5.582              | 42.200           |
| 2000           | 1.766.868           | 1.455                | 4.285              | 38.019           |
| 2001           | 1.649.084           | 877                  | 4.301              | 34.668           |
| 2002           | 1.524.886           | 796                  | 0                  | 35.379           |
| 2003           | 1.559.400           | 649                  | 0                  | 33.024           |
| 2004           | 1.626.248           | 425                  | 0                  | 34.863           |
| 2005           | 1.788.797           | 441                  | 0                  | 36.301           |
| 2006           | 1.842.311           | 574                  | 0                  | 37.343           |
| 2007           | 1.854.378           | 427                  | 5                  | 36.151           |
| 2008           | 1.860.364           | 343                  | 0                  | 36.968           |
| 2009           | 1.722.926           | 505                  | 1,6                | 34.798           |
| 2010           | 1.847.166           | 379                  | 1,3                | 35.234           |
| 2011           | 1.921.633           | 394                  |                    | 35.087           |
| 2012           | 1.891.123           | 264                  |                    | 32.735           |
| 2013           | 1.757.950           | 180                  |                    | 28.979           |
| 2014           | 1.760.407           | 166                  |                    | 30.357           |
| 2015           | 1.726.471           | 182                  |                    | 30.197           |
| 2016           | 1.667.880           | 222                  |                    | 30.380           |
| 2017           | 1.709.277           | 455                  |                    | 29.216           |
| 2018           | 1.762.175           | 289                  |                    | 30.273           |
| 2019           | 1.598.784           | 225                  |                    | 28.583           |
| 2020           | 385.651             | 56                   |                    | 15.153           |
| 2021           | 331.384             | 39                   |                    | 14.414           |
| 2022           | 838.387             | 61                   |                    | 20.119           |
| 2023           | 929.928             | 59                   |                    | 20.093           |
| 2024           | 882.424             | 48                   |                    | 19.533           |

| Rang                                                             | Ziel              | Passagiere 2021 | Veränderung | Passagiere 2020 | Starts 2021 | Veränderung | Starts 2020 |
| ---------------------------------------------------------------- | ----------------- | --------------- | ----------- | --------------- | ----------- | ----------- | ----------- |
| 1                                                                | Frankfurt         | 38.971          | ▼-7,58 %    | 42.168          | 631         | ▼-6,93 %    | 678         |
| 2                                                                | Palma de Mallorca | 27.287          | ▲157,47 %   | 10.598          | 208         | ▲177,78 %   | 117         |
| 3                                                                | Antalya           | 17.825          | neue Route  | -               | 128         | neue Route  | -           |
| 4                                                                | München           | 16.402          | ▼-29,27 %   | 23.189          | 319         | ▼-41,36 %   | 544         |
| 5                                                                | Iraklio           | 12.702          | ▲39,40 %    | 9.112           | 82          | ▲34,43 %    | 61          |
| 6                                                                | Düsseldorf        | 10.832          | ▼-55,88 %   | 24.549          | 231         | ▼-44,47 %   | 416         |
| 7                                                                | Zürich            | 6.258           | ▼-29,92 %   | 8.930           | 105         | ▼-21,64 %   | 134         |
| 8                                                                | Amsterdam         | 5.796           | ▼-1,33 %    | 5.874           | 151         | ▲9,42 %     | 138         |
| 9                                                                | Stuttgart         | 2.151           | ▼-75,91 %   | 8.929           | 84          | ▼-54,35 %   | 184         |
| 10                                                               | Köln/Bonn         | 974             | ▼-90,71 %   | 10.480          | 37          | ▼-80,32 %   | 188         |
| In dieser Statistik sind nur Starts enthalten. (Keine Landungen) |                   |                 |             |                 |             |             |             |

| Rang                                                             | Ziel         | Passagiere 2021 | Veränderung | Passagiere 2020 | Starts 2021 | Veränderung | Starts 2020 |
| ---------------------------------------------------------------- | ------------ | --------------- | ----------- | --------------- | ----------- | ----------- | ----------- |
| 1                                                                | Deutschland  | 70.738          | ▼-36,33 %   | 111.096         | 2.153       | ▼-28,14 %   | 2.996       |
| 2                                                                | Spanien      | 31.828          | ▲93,94 %    | 16.411          | 249         | ▲53,70 %    | 162         |
| 3                                                                | Griechenland | 25.385          | ▲18,17 %    | 21.482          | 175         | ▲15,13 %    | 152         |
| 4                                                                | Türkei       | 17.827          | ▲422,02 %   | 3.415           | 129         | ▲258,33 %   | 36          |
| 5                                                                | Schweiz      | 6.290           | ▼-52,44 %   | 13.225          | 127         | ▼-33,16 %   | 190         |
| 6                                                                | Niederlande  | 6.085           | ▼-0,16 %    | 6.095           | 154         | ▲4,76 %     | 147         |
| 7                                                                | Bulgarien    | 2.670           | ▼-0,19 %    | 2.675           | 19          | ▼-13,64 %   | 22          |
| 8                                                                | Ägypten      | 1.338           | ▼-81,22 %   | 7.125           | 11          | ▼-78,85 %   | 52          |
| 9                                                                | Ungarn       | 719             | ▲292,90 %   | 183             | 9           | ▲225,00 %   | 4           |
| 10                                                               | Tschechien   | 551             | ▲197,84 %   | 185             | 40          | ▲263,64 %   | 11          |
| In dieser Statistik sind nur Starts enthalten. (Keine Landungen) |              |                 |             |                 |             |             |             |

## Sonstiges/Besonderheiten
Von 2002 bis 2010 befand sich im stillgelegten Terminal 1 eine der größten Diskotheken der Stadt Dresden mit dem Namen „Terminal 1 – The Airport Club“.

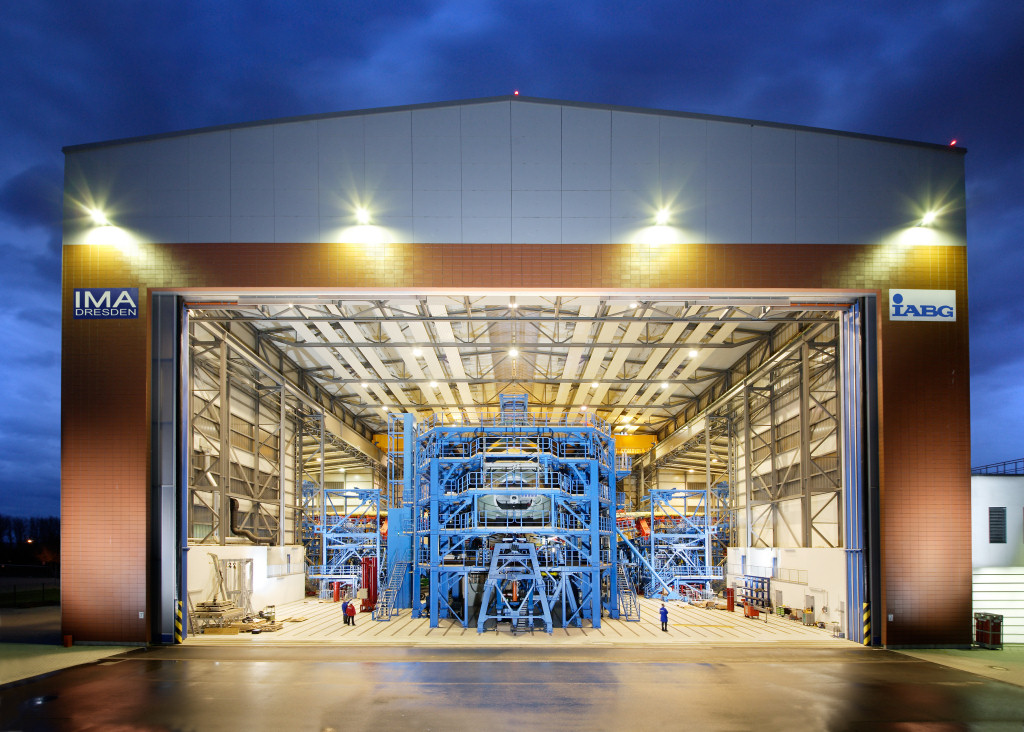
Versuchsaufbau für Strukturbelastungstests des Airbus A380

Während der Jahrhundertflut im Sommer 2002 wurden am Dresdner Flughafen 1234 zusätzliche Flüge koordiniert. Sie dienten der Rettung von Personen aus Überflutungsgebieten, der Evakuierung von Krankenhäusern sowie dem Transport von Sandsäcken und Hilfsmitteln. Das ehemalige Terminal 2 diente als Ausweichquartier für die überfluteten Theaterwerkstätten der Semperoper und des Schauspielhauses.
Im September 2005 begannen in einer Halle im Nordosten des Flughafengeländes Strukturbelastungstests am Airbus A380 bei der IABG und der in Dresden ansässigen IMA GmbH Dresden; dies ist der weltweit größte je durchgeführte Betriebsfestigkeitsversuch an einer vollständigen Flugzeugzelle eines Zivilflugzeugs.
Im Dezember 2006 wurde vom Flughafen Dresden aus Atommüll in ein Kernforschungszentrum in Podolsk bei Moskau ausgeflogen. Er bestand aus (abgebrannten) Brennstäben und Pellets in Form von 200 Kilogramm hochangereichertem und 100 Kilogramm schwach angereichertem Uran und stammte aus dem zurückgebauten Rossendorfer Forschungsreaktor.
Am 6. Februar 2007 besuchte ein Airbus A380 den Flughafen im sogenannten Touch-and-Go-Verfahren, um Landeanflüge zu trainieren. Es wurden insgesamt fünf dieser Touch-and-Go-Manöver durchgeführt.
Am 4. Juni 2009 landete US-Präsident Barack Obama in der Präsidentenmaschine Air Force One auf dem Flughafen Dresden International. Einen Tag später traf er sich in der historischen Altstadt mit Bundeskanzlerin Angela Merkel. Der Besuch des Präsidenten war wochenlang intensiv vorbereitet worden.
Am 5. und 6. Januar 2010 brachte ein Airbus A300B4-600ST „Beluga“ Rumpfteile des Airbus A400M nach Dresden. In einer auf dem Flughafengelände eigens dafür errichteten Halle werden von der IMA GmbH Dresden und der IABG an diesen Teilen Betriebsfestigkeitsversuche durchgeführt.

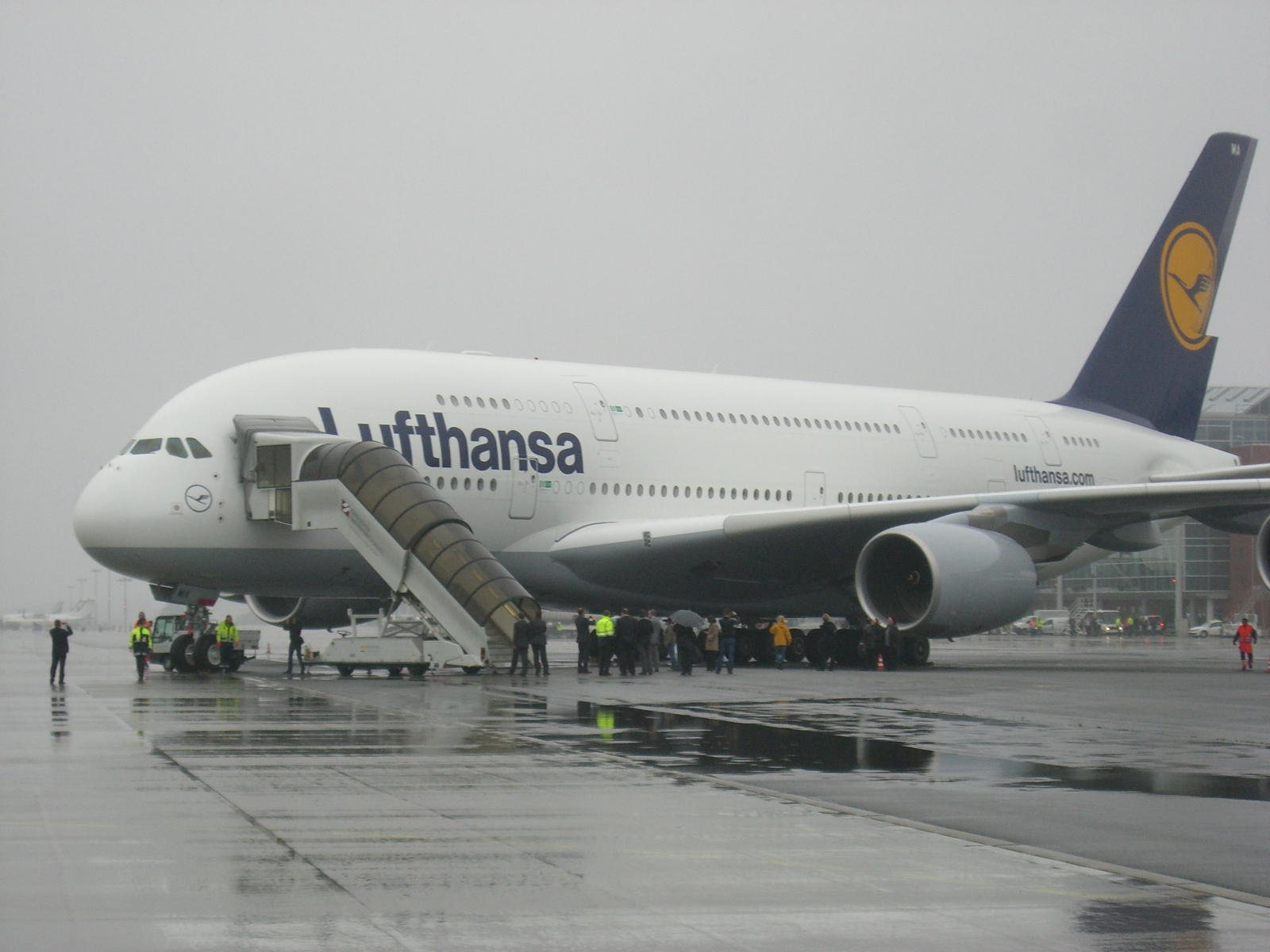
Ein A380 der Lufthansa zu Besuch am Flughafen Dresden

Am 2. Juni 2010 besuchte zum zweiten Mal ein Airbus A380 den Flughafen Dresden. Es handelte sich hierbei um den ersten A380 der Lufthansa mit dem Kennzeichen D-AIMA. Er landete aus Wien kommend gegen 14:00 Uhr und flog etwa 45 Minuten später weiter nach Linz.
Seit Mai 2013 ist der Flughafen Dresden Reparaturstützpunkt für den Airbus A380. In den Jahren 2013 und 2014 wurden an 9 Maschinen der Emirates und 2014 an drei Maschinen der Air France Haarrisse an den Tragflächen bei der EADS Elbe Flugzeugwerke GmbH repariert. Hierfür wurde an einer Halle des Flughafens ein Anbau angebracht, damit der Airbus A380 vollständig hineinpasst.